# Kilometrul Zero

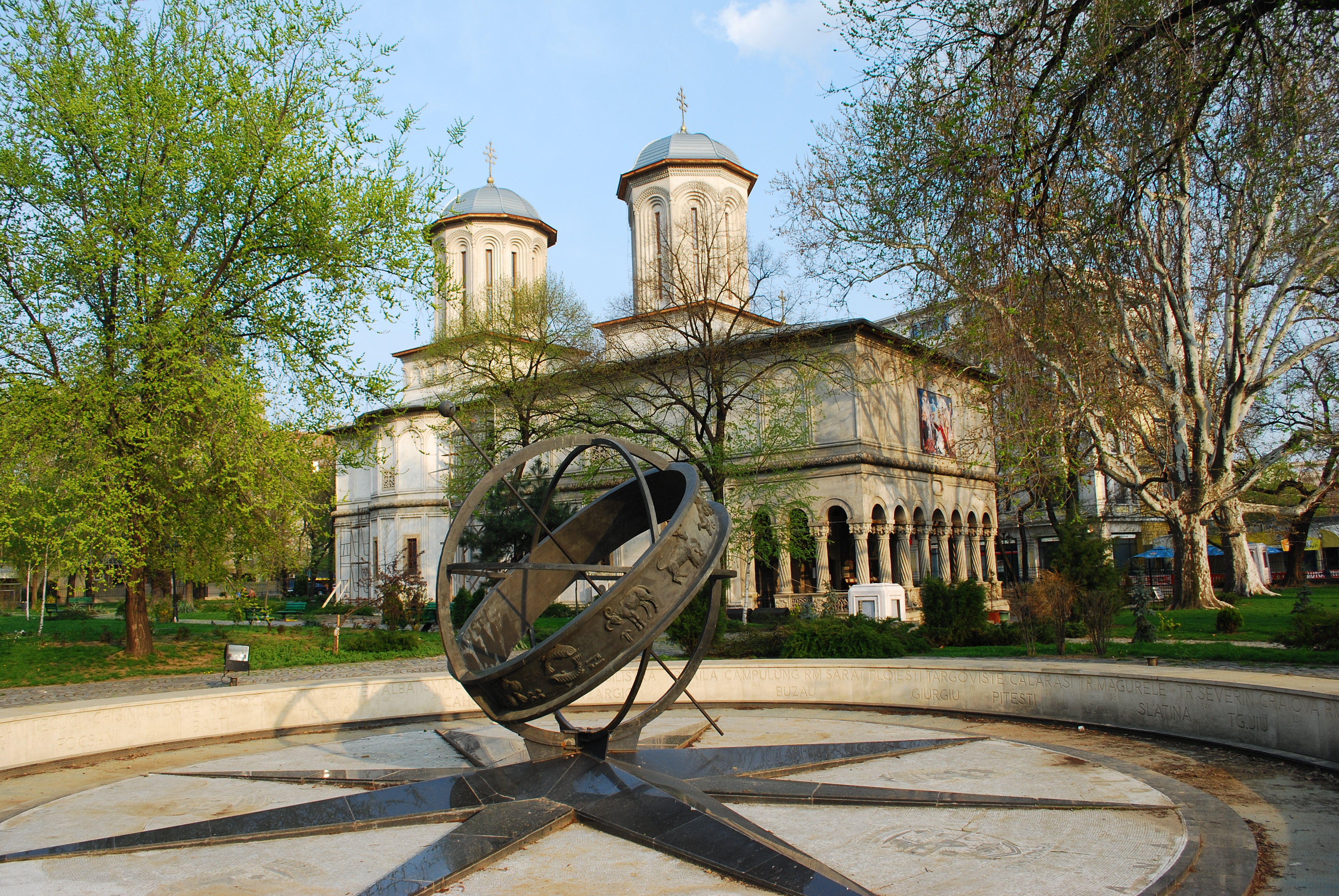
Kilometrul Zero en Biserica Sfântu Gheorghe

Kilometrul Zero is een monument in Centraal-Boekarest, ontworpen door Constantin Baraski in 1938. Het monument werd ooit gesierd door een wereldbol, maar deze wereldbol is door onbekenden meegenomen. Sommigen zeggen dat de Kilometrul Zero het middelpunt van Boekarest is.
Vanaf het monument worden de afstanden gemeten van Boekarest naar andere grote steden in Roemenië. Opvallend aan het monument is dat het ook verwijst naar plaatsen zoals Chisinau, Orhei en Tighina. Deze plaatsen liggen tegenwoordig in Moldavië, maar hoorden tot 1940 bij Groot-Roemenië. De acht vlakken op het monument stellen de acht traditionele landstreken van Roemenië voor.